# زبان آنگلو-نورمن
زبان آنگلو-نورمن یا فرانسوی آنگلو-نورمن گویشی از زبان فرانسوی است که در پادشاهی انگلستان و با فراگیری کمتر در بخش‌هایی از جزایر بریتانیا در دوران آنگلو-نورمن‌ها کاربرد داشت.
با اینکه آنگلو-نورمن و آنگلو-فرانسوی کم‌کم توسط زبان انگلیسی ناپدید شد اما آنقدر در منطقه سخنور داشتند که بر دایرهٔ واژگان انگلیسی تأثیر همیشگی بگذارند.